# Defensa Tarrasch
La defensa Tarrasch és una obertura d'escacs que es caracteritza pels moviments:
1.d4 d5
2.c4 e6
3.Cc3 c5
La Tarrasch és una variant del gambit de dama refusat.
Amb el seu tercer moviment, les negres fan un intent agressiu de prendre espai central. Després que les blanques facin cxd5 i dxc5, les negres quedaran amb un peó aïllat a d5. Aquesta mena de peó és feble, ja que no pot ser defensat per altres peons, però garanteix a les negres tenir una base d'operacions al centre i els alfils de les negres obtenen línies obertes per a desenvolupar-se.
L'obertura fou promocionada pel mestre d'escacs alemany Siegbert Tarrasch, qui sostenia que a canvi de l'augment de mobilitat de què gaudeixen les negres val la pena patir la debilitat inherent del peó central aïllat. Encara que molts altres mestres, després dels ensenyaments de Wilhelm Steinitz, van rebutjar la defensa Tarrasch de totes totes a causa de les debilitats a l'estructura de peons, Tarrasch continuà jugant la seva obertura, i rebutjant altres variants del gambit de dama, fins al punt de posar signes d'interrogació a les jugades rutinàries a totes les variants llevat de la Tarrasch (la qual premiava amb un signe d'admiració) al seu llibre Die moderne Schachpartie. (Vegeu signes de valoració en escacs.)
La defensa Tarrasch es considera correcta. Fins i tot si les negres no poden fer ús de la seva mobilitat i acaben en un final inferior, lligades a la defensa del seu peó aïllat, poden acabar obtenint les taules si es defensen acuradament.
A l'Encyclopedia of Chess Openings, la defensa Tarrasch té els codis ECO D32 fins a D34.
|  |

## Defensa Tarrasch
A la línia principal, les blanques aïllaran el peó de dama negre amb 4. cxd5 exd5 i intentaran d'explotar-ne la feblesa. El més habitual és que les blanques fianquetin el seu alfil de rei per tal de pressionar el peó aïllat de d5, aprofitant el fet que 3...c5 ha impedit per sempre la possibilitat de protegir d5 amb ...c6.
Després de 4.cxd5, les negres poden triar el gambit Hennig-Schara amb 4...cxd4. Tot i que fou provat per Alekhin, mai no ha assolit gran popularitat a nivell magistral, i es considera bo per les blanques.
Al seu tercer moviment, les blanques poden fer 3.Cf3 (en part per evitar el Hennig-Schara), i després de 3...c5 4.cxd5 exd5 5.Cc3 es transposa a la línia principal.

### Línia principal: 4. cxd5 exd5 5. Cf3 Cc6 6. g3 Cf6
7. Ag2 Ae7 8. 0-0 0-0
En la pràctica moderna, 9.Ag5 és el més jugat aquí, tot i que hi ha d'altres idees, com ara 9.dxc5 i 9.b3 com a principals alternatives. (D'altres línies són 9.Ae3, 9.Af4, i 9.a3.)

### Variant sueca
|   | a | b | c | d | e | f | g | h |   |
| 8 | a8 negres torre · c8 negres alfil · d8 negres dama · e8 negres rei · f8 negres alfil · g8 negres cavall · h8 negres torre · a7 negres peó · b7 negres peó · f7 negres peó · g7 negres peó · h7 negres peó · c6 negres cavall · d5 negres peó · c4 negres peó · d4 blanques peó · c3 blanques cavall · f3 blanques cavall · g3 blanques peó · a2 blanques peó · b2 blanques peó · e2 blanques peó · f2 blanques peó · h2 blanques peó · a1 blanques torre · c1 blanques alfil · d1 blanques dama · e1 blanques rei · f1 blanques alfil · h1 blanques torre | a8 negres torre · c8 negres alfil · d8 negres dama · e8 negres rei · f8 negres alfil · g8 negres cavall · h8 negres torre · a7 negres peó · b7 negres peó · f7 negres peó · g7 negres peó · h7 negres peó · c6 negres cavall · d5 negres peó · c4 negres peó · d4 blanques peó · c3 blanques cavall · f3 blanques cavall · g3 blanques peó · a2 blanques peó · b2 blanques peó · e2 blanques peó · f2 blanques peó · h2 blanques peó · a1 blanques torre · c1 blanques alfil · d1 blanques dama · e1 blanques rei · f1 blanques alfil · h1 blanques torre | a8 negres torre · c8 negres alfil · d8 negres dama · e8 negres rei · f8 negres alfil · g8 negres cavall · h8 negres torre · a7 negres peó · b7 negres peó · f7 negres peó · g7 negres peó · h7 negres peó · c6 negres cavall · d5 negres peó · c4 negres peó · d4 blanques peó · c3 blanques cavall · f3 blanques cavall · g3 blanques peó · a2 blanques peó · b2 blanques peó · e2 blanques peó · f2 blanques peó · h2 blanques peó · a1 blanques torre · c1 blanques alfil · d1 blanques dama · e1 blanques rei · f1 blanques alfil · h1 blanques torre | a8 negres torre · c8 negres alfil · d8 negres dama · e8 negres rei · f8 negres alfil · g8 negres cavall · h8 negres torre · a7 negres peó · b7 negres peó · f7 negres peó · g7 negres peó · h7 negres peó · c6 negres cavall · d5 negres peó · c4 negres peó · d4 blanques peó · c3 blanques cavall · f3 blanques cavall · g3 blanques peó · a2 blanques peó · b2 blanques peó · e2 blanques peó · f2 blanques peó · h2 blanques peó · a1 blanques torre · c1 blanques alfil · d1 blanques dama · e1 blanques rei · f1 blanques alfil · h1 blanques torre | a8 negres torre · c8 negres alfil · d8 negres dama · e8 negres rei · f8 negres alfil · g8 negres cavall · h8 negres torre · a7 negres peó · b7 negres peó · f7 negres peó · g7 negres peó · h7 negres peó · c6 negres cavall · d5 negres peó · c4 negres peó · d4 blanques peó · c3 blanques cavall · f3 blanques cavall · g3 blanques peó · a2 blanques peó · b2 blanques peó · e2 blanques peó · f2 blanques peó · h2 blanques peó · a1 blanques torre · c1 blanques alfil · d1 blanques dama · e1 blanques rei · f1 blanques alfil · h1 blanques torre | a8 negres torre · c8 negres alfil · d8 negres dama · e8 negres rei · f8 negres alfil · g8 negres cavall · h8 negres torre · a7 negres peó · b7 negres peó · f7 negres peó · g7 negres peó · h7 negres peó · c6 negres cavall · d5 negres peó · c4 negres peó · d4 blanques peó · c3 blanques cavall · f3 blanques cavall · g3 blanques peó · a2 blanques peó · b2 blanques peó · e2 blanques peó · f2 blanques peó · h2 blanques peó · a1 blanques torre · c1 blanques alfil · d1 blanques dama · e1 blanques rei · f1 blanques alfil · h1 blanques torre | a8 negres torre · c8 negres alfil · d8 negres dama · e8 negres rei · f8 negres alfil · g8 negres cavall · h8 negres torre · a7 negres peó · b7 negres peó · f7 negres peó · g7 negres peó · h7 negres peó · c6 negres cavall · d5 negres peó · c4 negres peó · d4 blanques peó · c3 blanques cavall · f3 blanques cavall · g3 blanques peó · a2 blanques peó · b2 blanques peó · e2 blanques peó · f2 blanques peó · h2 blanques peó · a1 blanques torre · c1 blanques alfil · d1 blanques dama · e1 blanques rei · f1 blanques alfil · h1 blanques torre | a8 negres torre · c8 negres alfil · d8 negres dama · e8 negres rei · f8 negres alfil · g8 negres cavall · h8 negres torre · a7 negres peó · b7 negres peó · f7 negres peó · g7 negres peó · h7 negres peó · c6 negres cavall · d5 negres peó · c4 negres peó · d4 blanques peó · c3 blanques cavall · f3 blanques cavall · g3 blanques peó · a2 blanques peó · b2 blanques peó · e2 blanques peó · f2 blanques peó · h2 blanques peó · a1 blanques torre · c1 blanques alfil · d1 blanques dama · e1 blanques rei · f1 blanques alfil · h1 blanques torre | 8 |
| 7 | a8 negres torre · c8 negres alfil · d8 negres dama · e8 negres rei · f8 negres alfil · g8 negres cavall · h8 negres torre · a7 negres peó · b7 negres peó · f7 negres peó · g7 negres peó · h7 negres peó · c6 negres cavall · d5 negres peó · c4 negres peó · d4 blanques peó · c3 blanques cavall · f3 blanques cavall · g3 blanques peó · a2 blanques peó · b2 blanques peó · e2 blanques peó · f2 blanques peó · h2 blanques peó · a1 blanques torre · c1 blanques alfil · d1 blanques dama · e1 blanques rei · f1 blanques alfil · h1 blanques torre | a8 negres torre · c8 negres alfil · d8 negres dama · e8 negres rei · f8 negres alfil · g8 negres cavall · h8 negres torre · a7 negres peó · b7 negres peó · f7 negres peó · g7 negres peó · h7 negres peó · c6 negres cavall · d5 negres peó · c4 negres peó · d4 blanques peó · c3 blanques cavall · f3 blanques cavall · g3 blanques peó · a2 blanques peó · b2 blanques peó · e2 blanques peó · f2 blanques peó · h2 blanques peó · a1 blanques torre · c1 blanques alfil · d1 blanques dama · e1 blanques rei · f1 blanques alfil · h1 blanques torre | a8 negres torre · c8 negres alfil · d8 negres dama · e8 negres rei · f8 negres alfil · g8 negres cavall · h8 negres torre · a7 negres peó · b7 negres peó · f7 negres peó · g7 negres peó · h7 negres peó · c6 negres cavall · d5 negres peó · c4 negres peó · d4 blanques peó · c3 blanques cavall · f3 blanques cavall · g3 blanques peó · a2 blanques peó · b2 blanques peó · e2 blanques peó · f2 blanques peó · h2 blanques peó · a1 blanques torre · c1 blanques alfil · d1 blanques dama · e1 blanques rei · f1 blanques alfil · h1 blanques torre | a8 negres torre · c8 negres alfil · d8 negres dama · e8 negres rei · f8 negres alfil · g8 negres cavall · h8 negres torre · a7 negres peó · b7 negres peó · f7 negres peó · g7 negres peó · h7 negres peó · c6 negres cavall · d5 negres peó · c4 negres peó · d4 blanques peó · c3 blanques cavall · f3 blanques cavall · g3 blanques peó · a2 blanques peó · b2 blanques peó · e2 blanques peó · f2 blanques peó · h2 blanques peó · a1 blanques torre · c1 blanques alfil · d1 blanques dama · e1 blanques rei · f1 blanques alfil · h1 blanques torre | a8 negres torre · c8 negres alfil · d8 negres dama · e8 negres rei · f8 negres alfil · g8 negres cavall · h8 negres torre · a7 negres peó · b7 negres peó · f7 negres peó · g7 negres peó · h7 negres peó · c6 negres cavall · d5 negres peó · c4 negres peó · d4 blanques peó · c3 blanques cavall · f3 blanques cavall · g3 blanques peó · a2 blanques peó · b2 blanques peó · e2 blanques peó · f2 blanques peó · h2 blanques peó · a1 blanques torre · c1 blanques alfil · d1 blanques dama · e1 blanques rei · f1 blanques alfil · h1 blanques torre | a8 negres torre · c8 negres alfil · d8 negres dama · e8 negres rei · f8 negres alfil · g8 negres cavall · h8 negres torre · a7 negres peó · b7 negres peó · f7 negres peó · g7 negres peó · h7 negres peó · c6 negres cavall · d5 negres peó · c4 negres peó · d4 blanques peó · c3 blanques cavall · f3 blanques cavall · g3 blanques peó · a2 blanques peó · b2 blanques peó · e2 blanques peó · f2 blanques peó · h2 blanques peó · a1 blanques torre · c1 blanques alfil · d1 blanques dama · e1 blanques rei · f1 blanques alfil · h1 blanques torre | a8 negres torre · c8 negres alfil · d8 negres dama · e8 negres rei · f8 negres alfil · g8 negres cavall · h8 negres torre · a7 negres peó · b7 negres peó · f7 negres peó · g7 negres peó · h7 negres peó · c6 negres cavall · d5 negres peó · c4 negres peó · d4 blanques peó · c3 blanques cavall · f3 blanques cavall · g3 blanques peó · a2 blanques peó · b2 blanques peó · e2 blanques peó · f2 blanques peó · h2 blanques peó · a1 blanques torre · c1 blanques alfil · d1 blanques dama · e1 blanques rei · f1 blanques alfil · h1 blanques torre | a8 negres torre · c8 negres alfil · d8 negres dama · e8 negres rei · f8 negres alfil · g8 negres cavall · h8 negres torre · a7 negres peó · b7 negres peó · f7 negres peó · g7 negres peó · h7 negres peó · c6 negres cavall · d5 negres peó · c4 negres peó · d4 blanques peó · c3 blanques cavall · f3 blanques cavall · g3 blanques peó · a2 blanques peó · b2 blanques peó · e2 blanques peó · f2 blanques peó · h2 blanques peó · a1 blanques torre · c1 blanques alfil · d1 blanques dama · e1 blanques rei · f1 blanques alfil · h1 blanques torre | 7 |
| 6 | a8 negres torre · c8 negres alfil · d8 negres dama · e8 negres rei · f8 negres alfil · g8 negres cavall · h8 negres torre · a7 negres peó · b7 negres peó · f7 negres peó · g7 negres peó · h7 negres peó · c6 negres cavall · d5 negres peó · c4 negres peó · d4 blanques peó · c3 blanques cavall · f3 blanques cavall · g3 blanques peó · a2 blanques peó · b2 blanques peó · e2 blanques peó · f2 blanques peó · h2 blanques peó · a1 blanques torre · c1 blanques alfil · d1 blanques dama · e1 blanques rei · f1 blanques alfil · h1 blanques torre | a8 negres torre · c8 negres alfil · d8 negres dama · e8 negres rei · f8 negres alfil · g8 negres cavall · h8 negres torre · a7 negres peó · b7 negres peó · f7 negres peó · g7 negres peó · h7 negres peó · c6 negres cavall · d5 negres peó · c4 negres peó · d4 blanques peó · c3 blanques cavall · f3 blanques cavall · g3 blanques peó · a2 blanques peó · b2 blanques peó · e2 blanques peó · f2 blanques peó · h2 blanques peó · a1 blanques torre · c1 blanques alfil · d1 blanques dama · e1 blanques rei · f1 blanques alfil · h1 blanques torre | a8 negres torre · c8 negres alfil · d8 negres dama · e8 negres rei · f8 negres alfil · g8 negres cavall · h8 negres torre · a7 negres peó · b7 negres peó · f7 negres peó · g7 negres peó · h7 negres peó · c6 negres cavall · d5 negres peó · c4 negres peó · d4 blanques peó · c3 blanques cavall · f3 blanques cavall · g3 blanques peó · a2 blanques peó · b2 blanques peó · e2 blanques peó · f2 blanques peó · h2 blanques peó · a1 blanques torre · c1 blanques alfil · d1 blanques dama · e1 blanques rei · f1 blanques alfil · h1 blanques torre | a8 negres torre · c8 negres alfil · d8 negres dama · e8 negres rei · f8 negres alfil · g8 negres cavall · h8 negres torre · a7 negres peó · b7 negres peó · f7 negres peó · g7 negres peó · h7 negres peó · c6 negres cavall · d5 negres peó · c4 negres peó · d4 blanques peó · c3 blanques cavall · f3 blanques cavall · g3 blanques peó · a2 blanques peó · b2 blanques peó · e2 blanques peó · f2 blanques peó · h2 blanques peó · a1 blanques torre · c1 blanques alfil · d1 blanques dama · e1 blanques rei · f1 blanques alfil · h1 blanques torre | a8 negres torre · c8 negres alfil · d8 negres dama · e8 negres rei · f8 negres alfil · g8 negres cavall · h8 negres torre · a7 negres peó · b7 negres peó · f7 negres peó · g7 negres peó · h7 negres peó · c6 negres cavall · d5 negres peó · c4 negres peó · d4 blanques peó · c3 blanques cavall · f3 blanques cavall · g3 blanques peó · a2 blanques peó · b2 blanques peó · e2 blanques peó · f2 blanques peó · h2 blanques peó · a1 blanques torre · c1 blanques alfil · d1 blanques dama · e1 blanques rei · f1 blanques alfil · h1 blanques torre | a8 negres torre · c8 negres alfil · d8 negres dama · e8 negres rei · f8 negres alfil · g8 negres cavall · h8 negres torre · a7 negres peó · b7 negres peó · f7 negres peó · g7 negres peó · h7 negres peó · c6 negres cavall · d5 negres peó · c4 negres peó · d4 blanques peó · c3 blanques cavall · f3 blanques cavall · g3 blanques peó · a2 blanques peó · b2 blanques peó · e2 blanques peó · f2 blanques peó · h2 blanques peó · a1 blanques torre · c1 blanques alfil · d1 blanques dama · e1 blanques rei · f1 blanques alfil · h1 blanques torre | a8 negres torre · c8 negres alfil · d8 negres dama · e8 negres rei · f8 negres alfil · g8 negres cavall · h8 negres torre · a7 negres peó · b7 negres peó · f7 negres peó · g7 negres peó · h7 negres peó · c6 negres cavall · d5 negres peó · c4 negres peó · d4 blanques peó · c3 blanques cavall · f3 blanques cavall · g3 blanques peó · a2 blanques peó · b2 blanques peó · e2 blanques peó · f2 blanques peó · h2 blanques peó · a1 blanques torre · c1 blanques alfil · d1 blanques dama · e1 blanques rei · f1 blanques alfil · h1 blanques torre | a8 negres torre · c8 negres alfil · d8 negres dama · e8 negres rei · f8 negres alfil · g8 negres cavall · h8 negres torre · a7 negres peó · b7 negres peó · f7 negres peó · g7 negres peó · h7 negres peó · c6 negres cavall · d5 negres peó · c4 negres peó · d4 blanques peó · c3 blanques cavall · f3 blanques cavall · g3 blanques peó · a2 blanques peó · b2 blanques peó · e2 blanques peó · f2 blanques peó · h2 blanques peó · a1 blanques torre · c1 blanques alfil · d1 blanques dama · e1 blanques rei · f1 blanques alfil · h1 blanques torre | 6 |
| 5 | a8 negres torre · c8 negres alfil · d8 negres dama · e8 negres rei · f8 negres alfil · g8 negres cavall · h8 negres torre · a7 negres peó · b7 negres peó · f7 negres peó · g7 negres peó · h7 negres peó · c6 negres cavall · d5 negres peó · c4 negres peó · d4 blanques peó · c3 blanques cavall · f3 blanques cavall · g3 blanques peó · a2 blanques peó · b2 blanques peó · e2 blanques peó · f2 blanques peó · h2 blanques peó · a1 blanques torre · c1 blanques alfil · d1 blanques dama · e1 blanques rei · f1 blanques alfil · h1 blanques torre | a8 negres torre · c8 negres alfil · d8 negres dama · e8 negres rei · f8 negres alfil · g8 negres cavall · h8 negres torre · a7 negres peó · b7 negres peó · f7 negres peó · g7 negres peó · h7 negres peó · c6 negres cavall · d5 negres peó · c4 negres peó · d4 blanques peó · c3 blanques cavall · f3 blanques cavall · g3 blanques peó · a2 blanques peó · b2 blanques peó · e2 blanques peó · f2 blanques peó · h2 blanques peó · a1 blanques torre · c1 blanques alfil · d1 blanques dama · e1 blanques rei · f1 blanques alfil · h1 blanques torre | a8 negres torre · c8 negres alfil · d8 negres dama · e8 negres rei · f8 negres alfil · g8 negres cavall · h8 negres torre · a7 negres peó · b7 negres peó · f7 negres peó · g7 negres peó · h7 negres peó · c6 negres cavall · d5 negres peó · c4 negres peó · d4 blanques peó · c3 blanques cavall · f3 blanques cavall · g3 blanques peó · a2 blanques peó · b2 blanques peó · e2 blanques peó · f2 blanques peó · h2 blanques peó · a1 blanques torre · c1 blanques alfil · d1 blanques dama · e1 blanques rei · f1 blanques alfil · h1 blanques torre | a8 negres torre · c8 negres alfil · d8 negres dama · e8 negres rei · f8 negres alfil · g8 negres cavall · h8 negres torre · a7 negres peó · b7 negres peó · f7 negres peó · g7 negres peó · h7 negres peó · c6 negres cavall · d5 negres peó · c4 negres peó · d4 blanques peó · c3 blanques cavall · f3 blanques cavall · g3 blanques peó · a2 blanques peó · b2 blanques peó · e2 blanques peó · f2 blanques peó · h2 blanques peó · a1 blanques torre · c1 blanques alfil · d1 blanques dama · e1 blanques rei · f1 blanques alfil · h1 blanques torre | a8 negres torre · c8 negres alfil · d8 negres dama · e8 negres rei · f8 negres alfil · g8 negres cavall · h8 negres torre · a7 negres peó · b7 negres peó · f7 negres peó · g7 negres peó · h7 negres peó · c6 negres cavall · d5 negres peó · c4 negres peó · d4 blanques peó · c3 blanques cavall · f3 blanques cavall · g3 blanques peó · a2 blanques peó · b2 blanques peó · e2 blanques peó · f2 blanques peó · h2 blanques peó · a1 blanques torre · c1 blanques alfil · d1 blanques dama · e1 blanques rei · f1 blanques alfil · h1 blanques torre | a8 negres torre · c8 negres alfil · d8 negres dama · e8 negres rei · f8 negres alfil · g8 negres cavall · h8 negres torre · a7 negres peó · b7 negres peó · f7 negres peó · g7 negres peó · h7 negres peó · c6 negres cavall · d5 negres peó · c4 negres peó · d4 blanques peó · c3 blanques cavall · f3 blanques cavall · g3 blanques peó · a2 blanques peó · b2 blanques peó · e2 blanques peó · f2 blanques peó · h2 blanques peó · a1 blanques torre · c1 blanques alfil · d1 blanques dama · e1 blanques rei · f1 blanques alfil · h1 blanques torre | a8 negres torre · c8 negres alfil · d8 negres dama · e8 negres rei · f8 negres alfil · g8 negres cavall · h8 negres torre · a7 negres peó · b7 negres peó · f7 negres peó · g7 negres peó · h7 negres peó · c6 negres cavall · d5 negres peó · c4 negres peó · d4 blanques peó · c3 blanques cavall · f3 blanques cavall · g3 blanques peó · a2 blanques peó · b2 blanques peó · e2 blanques peó · f2 blanques peó · h2 blanques peó · a1 blanques torre · c1 blanques alfil · d1 blanques dama · e1 blanques rei · f1 blanques alfil · h1 blanques torre | a8 negres torre · c8 negres alfil · d8 negres dama · e8 negres rei · f8 negres alfil · g8 negres cavall · h8 negres torre · a7 negres peó · b7 negres peó · f7 negres peó · g7 negres peó · h7 negres peó · c6 negres cavall · d5 negres peó · c4 negres peó · d4 blanques peó · c3 blanques cavall · f3 blanques cavall · g3 blanques peó · a2 blanques peó · b2 blanques peó · e2 blanques peó · f2 blanques peó · h2 blanques peó · a1 blanques torre · c1 blanques alfil · d1 blanques dama · e1 blanques rei · f1 blanques alfil · h1 blanques torre | 5 |
| 4 | a8 negres torre · c8 negres alfil · d8 negres dama · e8 negres rei · f8 negres alfil · g8 negres cavall · h8 negres torre · a7 negres peó · b7 negres peó · f7 negres peó · g7 negres peó · h7 negres peó · c6 negres cavall · d5 negres peó · c4 negres peó · d4 blanques peó · c3 blanques cavall · f3 blanques cavall · g3 blanques peó · a2 blanques peó · b2 blanques peó · e2 blanques peó · f2 blanques peó · h2 blanques peó · a1 blanques torre · c1 blanques alfil · d1 blanques dama · e1 blanques rei · f1 blanques alfil · h1 blanques torre | a8 negres torre · c8 negres alfil · d8 negres dama · e8 negres rei · f8 negres alfil · g8 negres cavall · h8 negres torre · a7 negres peó · b7 negres peó · f7 negres peó · g7 negres peó · h7 negres peó · c6 negres cavall · d5 negres peó · c4 negres peó · d4 blanques peó · c3 blanques cavall · f3 blanques cavall · g3 blanques peó · a2 blanques peó · b2 blanques peó · e2 blanques peó · f2 blanques peó · h2 blanques peó · a1 blanques torre · c1 blanques alfil · d1 blanques dama · e1 blanques rei · f1 blanques alfil · h1 blanques torre | a8 negres torre · c8 negres alfil · d8 negres dama · e8 negres rei · f8 negres alfil · g8 negres cavall · h8 negres torre · a7 negres peó · b7 negres peó · f7 negres peó · g7 negres peó · h7 negres peó · c6 negres cavall · d5 negres peó · c4 negres peó · d4 blanques peó · c3 blanques cavall · f3 blanques cavall · g3 blanques peó · a2 blanques peó · b2 blanques peó · e2 blanques peó · f2 blanques peó · h2 blanques peó · a1 blanques torre · c1 blanques alfil · d1 blanques dama · e1 blanques rei · f1 blanques alfil · h1 blanques torre | a8 negres torre · c8 negres alfil · d8 negres dama · e8 negres rei · f8 negres alfil · g8 negres cavall · h8 negres torre · a7 negres peó · b7 negres peó · f7 negres peó · g7 negres peó · h7 negres peó · c6 negres cavall · d5 negres peó · c4 negres peó · d4 blanques peó · c3 blanques cavall · f3 blanques cavall · g3 blanques peó · a2 blanques peó · b2 blanques peó · e2 blanques peó · f2 blanques peó · h2 blanques peó · a1 blanques torre · c1 blanques alfil · d1 blanques dama · e1 blanques rei · f1 blanques alfil · h1 blanques torre | a8 negres torre · c8 negres alfil · d8 negres dama · e8 negres rei · f8 negres alfil · g8 negres cavall · h8 negres torre · a7 negres peó · b7 negres peó · f7 negres peó · g7 negres peó · h7 negres peó · c6 negres cavall · d5 negres peó · c4 negres peó · d4 blanques peó · c3 blanques cavall · f3 blanques cavall · g3 blanques peó · a2 blanques peó · b2 blanques peó · e2 blanques peó · f2 blanques peó · h2 blanques peó · a1 blanques torre · c1 blanques alfil · d1 blanques dama · e1 blanques rei · f1 blanques alfil · h1 blanques torre | a8 negres torre · c8 negres alfil · d8 negres dama · e8 negres rei · f8 negres alfil · g8 negres cavall · h8 negres torre · a7 negres peó · b7 negres peó · f7 negres peó · g7 negres peó · h7 negres peó · c6 negres cavall · d5 negres peó · c4 negres peó · d4 blanques peó · c3 blanques cavall · f3 blanques cavall · g3 blanques peó · a2 blanques peó · b2 blanques peó · e2 blanques peó · f2 blanques peó · h2 blanques peó · a1 blanques torre · c1 blanques alfil · d1 blanques dama · e1 blanques rei · f1 blanques alfil · h1 blanques torre | a8 negres torre · c8 negres alfil · d8 negres dama · e8 negres rei · f8 negres alfil · g8 negres cavall · h8 negres torre · a7 negres peó · b7 negres peó · f7 negres peó · g7 negres peó · h7 negres peó · c6 negres cavall · d5 negres peó · c4 negres peó · d4 blanques peó · c3 blanques cavall · f3 blanques cavall · g3 blanques peó · a2 blanques peó · b2 blanques peó · e2 blanques peó · f2 blanques peó · h2 blanques peó · a1 blanques torre · c1 blanques alfil · d1 blanques dama · e1 blanques rei · f1 blanques alfil · h1 blanques torre | a8 negres torre · c8 negres alfil · d8 negres dama · e8 negres rei · f8 negres alfil · g8 negres cavall · h8 negres torre · a7 negres peó · b7 negres peó · f7 negres peó · g7 negres peó · h7 negres peó · c6 negres cavall · d5 negres peó · c4 negres peó · d4 blanques peó · c3 blanques cavall · f3 blanques cavall · g3 blanques peó · a2 blanques peó · b2 blanques peó · e2 blanques peó · f2 blanques peó · h2 blanques peó · a1 blanques torre · c1 blanques alfil · d1 blanques dama · e1 blanques rei · f1 blanques alfil · h1 blanques torre | 4 |
| 3 | a8 negres torre · c8 negres alfil · d8 negres dama · e8 negres rei · f8 negres alfil · g8 negres cavall · h8 negres torre · a7 negres peó · b7 negres peó · f7 negres peó · g7 negres peó · h7 negres peó · c6 negres cavall · d5 negres peó · c4 negres peó · d4 blanques peó · c3 blanques cavall · f3 blanques cavall · g3 blanques peó · a2 blanques peó · b2 blanques peó · e2 blanques peó · f2 blanques peó · h2 blanques peó · a1 blanques torre · c1 blanques alfil · d1 blanques dama · e1 blanques rei · f1 blanques alfil · h1 blanques torre | a8 negres torre · c8 negres alfil · d8 negres dama · e8 negres rei · f8 negres alfil · g8 negres cavall · h8 negres torre · a7 negres peó · b7 negres peó · f7 negres peó · g7 negres peó · h7 negres peó · c6 negres cavall · d5 negres peó · c4 negres peó · d4 blanques peó · c3 blanques cavall · f3 blanques cavall · g3 blanques peó · a2 blanques peó · b2 blanques peó · e2 blanques peó · f2 blanques peó · h2 blanques peó · a1 blanques torre · c1 blanques alfil · d1 blanques dama · e1 blanques rei · f1 blanques alfil · h1 blanques torre | a8 negres torre · c8 negres alfil · d8 negres dama · e8 negres rei · f8 negres alfil · g8 negres cavall · h8 negres torre · a7 negres peó · b7 negres peó · f7 negres peó · g7 negres peó · h7 negres peó · c6 negres cavall · d5 negres peó · c4 negres peó · d4 blanques peó · c3 blanques cavall · f3 blanques cavall · g3 blanques peó · a2 blanques peó · b2 blanques peó · e2 blanques peó · f2 blanques peó · h2 blanques peó · a1 blanques torre · c1 blanques alfil · d1 blanques dama · e1 blanques rei · f1 blanques alfil · h1 blanques torre | a8 negres torre · c8 negres alfil · d8 negres dama · e8 negres rei · f8 negres alfil · g8 negres cavall · h8 negres torre · a7 negres peó · b7 negres peó · f7 negres peó · g7 negres peó · h7 negres peó · c6 negres cavall · d5 negres peó · c4 negres peó · d4 blanques peó · c3 blanques cavall · f3 blanques cavall · g3 blanques peó · a2 blanques peó · b2 blanques peó · e2 blanques peó · f2 blanques peó · h2 blanques peó · a1 blanques torre · c1 blanques alfil · d1 blanques dama · e1 blanques rei · f1 blanques alfil · h1 blanques torre | a8 negres torre · c8 negres alfil · d8 negres dama · e8 negres rei · f8 negres alfil · g8 negres cavall · h8 negres torre · a7 negres peó · b7 negres peó · f7 negres peó · g7 negres peó · h7 negres peó · c6 negres cavall · d5 negres peó · c4 negres peó · d4 blanques peó · c3 blanques cavall · f3 blanques cavall · g3 blanques peó · a2 blanques peó · b2 blanques peó · e2 blanques peó · f2 blanques peó · h2 blanques peó · a1 blanques torre · c1 blanques alfil · d1 blanques dama · e1 blanques rei · f1 blanques alfil · h1 blanques torre | a8 negres torre · c8 negres alfil · d8 negres dama · e8 negres rei · f8 negres alfil · g8 negres cavall · h8 negres torre · a7 negres peó · b7 negres peó · f7 negres peó · g7 negres peó · h7 negres peó · c6 negres cavall · d5 negres peó · c4 negres peó · d4 blanques peó · c3 blanques cavall · f3 blanques cavall · g3 blanques peó · a2 blanques peó · b2 blanques peó · e2 blanques peó · f2 blanques peó · h2 blanques peó · a1 blanques torre · c1 blanques alfil · d1 blanques dama · e1 blanques rei · f1 blanques alfil · h1 blanques torre | a8 negres torre · c8 negres alfil · d8 negres dama · e8 negres rei · f8 negres alfil · g8 negres cavall · h8 negres torre · a7 negres peó · b7 negres peó · f7 negres peó · g7 negres peó · h7 negres peó · c6 negres cavall · d5 negres peó · c4 negres peó · d4 blanques peó · c3 blanques cavall · f3 blanques cavall · g3 blanques peó · a2 blanques peó · b2 blanques peó · e2 blanques peó · f2 blanques peó · h2 blanques peó · a1 blanques torre · c1 blanques alfil · d1 blanques dama · e1 blanques rei · f1 blanques alfil · h1 blanques torre | a8 negres torre · c8 negres alfil · d8 negres dama · e8 negres rei · f8 negres alfil · g8 negres cavall · h8 negres torre · a7 negres peó · b7 negres peó · f7 negres peó · g7 negres peó · h7 negres peó · c6 negres cavall · d5 negres peó · c4 negres peó · d4 blanques peó · c3 blanques cavall · f3 blanques cavall · g3 blanques peó · a2 blanques peó · b2 blanques peó · e2 blanques peó · f2 blanques peó · h2 blanques peó · a1 blanques torre · c1 blanques alfil · d1 blanques dama · e1 blanques rei · f1 blanques alfil · h1 blanques torre | 3 |
| 2 | a8 negres torre · c8 negres alfil · d8 negres dama · e8 negres rei · f8 negres alfil · g8 negres cavall · h8 negres torre · a7 negres peó · b7 negres peó · f7 negres peó · g7 negres peó · h7 negres peó · c6 negres cavall · d5 negres peó · c4 negres peó · d4 blanques peó · c3 blanques cavall · f3 blanques cavall · g3 blanques peó · a2 blanques peó · b2 blanques peó · e2 blanques peó · f2 blanques peó · h2 blanques peó · a1 blanques torre · c1 blanques alfil · d1 blanques dama · e1 blanques rei · f1 blanques alfil · h1 blanques torre | a8 negres torre · c8 negres alfil · d8 negres dama · e8 negres rei · f8 negres alfil · g8 negres cavall · h8 negres torre · a7 negres peó · b7 negres peó · f7 negres peó · g7 negres peó · h7 negres peó · c6 negres cavall · d5 negres peó · c4 negres peó · d4 blanques peó · c3 blanques cavall · f3 blanques cavall · g3 blanques peó · a2 blanques peó · b2 blanques peó · e2 blanques peó · f2 blanques peó · h2 blanques peó · a1 blanques torre · c1 blanques alfil · d1 blanques dama · e1 blanques rei · f1 blanques alfil · h1 blanques torre | a8 negres torre · c8 negres alfil · d8 negres dama · e8 negres rei · f8 negres alfil · g8 negres cavall · h8 negres torre · a7 negres peó · b7 negres peó · f7 negres peó · g7 negres peó · h7 negres peó · c6 negres cavall · d5 negres peó · c4 negres peó · d4 blanques peó · c3 blanques cavall · f3 blanques cavall · g3 blanques peó · a2 blanques peó · b2 blanques peó · e2 blanques peó · f2 blanques peó · h2 blanques peó · a1 blanques torre · c1 blanques alfil · d1 blanques dama · e1 blanques rei · f1 blanques alfil · h1 blanques torre | a8 negres torre · c8 negres alfil · d8 negres dama · e8 negres rei · f8 negres alfil · g8 negres cavall · h8 negres torre · a7 negres peó · b7 negres peó · f7 negres peó · g7 negres peó · h7 negres peó · c6 negres cavall · d5 negres peó · c4 negres peó · d4 blanques peó · c3 blanques cavall · f3 blanques cavall · g3 blanques peó · a2 blanques peó · b2 blanques peó · e2 blanques peó · f2 blanques peó · h2 blanques peó · a1 blanques torre · c1 blanques alfil · d1 blanques dama · e1 blanques rei · f1 blanques alfil · h1 blanques torre | a8 negres torre · c8 negres alfil · d8 negres dama · e8 negres rei · f8 negres alfil · g8 negres cavall · h8 negres torre · a7 negres peó · b7 negres peó · f7 negres peó · g7 negres peó · h7 negres peó · c6 negres cavall · d5 negres peó · c4 negres peó · d4 blanques peó · c3 blanques cavall · f3 blanques cavall · g3 blanques peó · a2 blanques peó · b2 blanques peó · e2 blanques peó · f2 blanques peó · h2 blanques peó · a1 blanques torre · c1 blanques alfil · d1 blanques dama · e1 blanques rei · f1 blanques alfil · h1 blanques torre | a8 negres torre · c8 negres alfil · d8 negres dama · e8 negres rei · f8 negres alfil · g8 negres cavall · h8 negres torre · a7 negres peó · b7 negres peó · f7 negres peó · g7 negres peó · h7 negres peó · c6 negres cavall · d5 negres peó · c4 negres peó · d4 blanques peó · c3 blanques cavall · f3 blanques cavall · g3 blanques peó · a2 blanques peó · b2 blanques peó · e2 blanques peó · f2 blanques peó · h2 blanques peó · a1 blanques torre · c1 blanques alfil · d1 blanques dama · e1 blanques rei · f1 blanques alfil · h1 blanques torre | a8 negres torre · c8 negres alfil · d8 negres dama · e8 negres rei · f8 negres alfil · g8 negres cavall · h8 negres torre · a7 negres peó · b7 negres peó · f7 negres peó · g7 negres peó · h7 negres peó · c6 negres cavall · d5 negres peó · c4 negres peó · d4 blanques peó · c3 blanques cavall · f3 blanques cavall · g3 blanques peó · a2 blanques peó · b2 blanques peó · e2 blanques peó · f2 blanques peó · h2 blanques peó · a1 blanques torre · c1 blanques alfil · d1 blanques dama · e1 blanques rei · f1 blanques alfil · h1 blanques torre | a8 negres torre · c8 negres alfil · d8 negres dama · e8 negres rei · f8 negres alfil · g8 negres cavall · h8 negres torre · a7 negres peó · b7 negres peó · f7 negres peó · g7 negres peó · h7 negres peó · c6 negres cavall · d5 negres peó · c4 negres peó · d4 blanques peó · c3 blanques cavall · f3 blanques cavall · g3 blanques peó · a2 blanques peó · b2 blanques peó · e2 blanques peó · f2 blanques peó · h2 blanques peó · a1 blanques torre · c1 blanques alfil · d1 blanques dama · e1 blanques rei · f1 blanques alfil · h1 blanques torre | 2 |
| 1 | a8 negres torre · c8 negres alfil · d8 negres dama · e8 negres rei · f8 negres alfil · g8 negres cavall · h8 negres torre · a7 negres peó · b7 negres peó · f7 negres peó · g7 negres peó · h7 negres peó · c6 negres cavall · d5 negres peó · c4 negres peó · d4 blanques peó · c3 blanques cavall · f3 blanques cavall · g3 blanques peó · a2 blanques peó · b2 blanques peó · e2 blanques peó · f2 blanques peó · h2 blanques peó · a1 blanques torre · c1 blanques alfil · d1 blanques dama · e1 blanques rei · f1 blanques alfil · h1 blanques torre | a8 negres torre · c8 negres alfil · d8 negres dama · e8 negres rei · f8 negres alfil · g8 negres cavall · h8 negres torre · a7 negres peó · b7 negres peó · f7 negres peó · g7 negres peó · h7 negres peó · c6 negres cavall · d5 negres peó · c4 negres peó · d4 blanques peó · c3 blanques cavall · f3 blanques cavall · g3 blanques peó · a2 blanques peó · b2 blanques peó · e2 blanques peó · f2 blanques peó · h2 blanques peó · a1 blanques torre · c1 blanques alfil · d1 blanques dama · e1 blanques rei · f1 blanques alfil · h1 blanques torre | a8 negres torre · c8 negres alfil · d8 negres dama · e8 negres rei · f8 negres alfil · g8 negres cavall · h8 negres torre · a7 negres peó · b7 negres peó · f7 negres peó · g7 negres peó · h7 negres peó · c6 negres cavall · d5 negres peó · c4 negres peó · d4 blanques peó · c3 blanques cavall · f3 blanques cavall · g3 blanques peó · a2 blanques peó · b2 blanques peó · e2 blanques peó · f2 blanques peó · h2 blanques peó · a1 blanques torre · c1 blanques alfil · d1 blanques dama · e1 blanques rei · f1 blanques alfil · h1 blanques torre | a8 negres torre · c8 negres alfil · d8 negres dama · e8 negres rei · f8 negres alfil · g8 negres cavall · h8 negres torre · a7 negres peó · b7 negres peó · f7 negres peó · g7 negres peó · h7 negres peó · c6 negres cavall · d5 negres peó · c4 negres peó · d4 blanques peó · c3 blanques cavall · f3 blanques cavall · g3 blanques peó · a2 blanques peó · b2 blanques peó · e2 blanques peó · f2 blanques peó · h2 blanques peó · a1 blanques torre · c1 blanques alfil · d1 blanques dama · e1 blanques rei · f1 blanques alfil · h1 blanques torre | a8 negres torre · c8 negres alfil · d8 negres dama · e8 negres rei · f8 negres alfil · g8 negres cavall · h8 negres torre · a7 negres peó · b7 negres peó · f7 negres peó · g7 negres peó · h7 negres peó · c6 negres cavall · d5 negres peó · c4 negres peó · d4 blanques peó · c3 blanques cavall · f3 blanques cavall · g3 blanques peó · a2 blanques peó · b2 blanques peó · e2 blanques peó · f2 blanques peó · h2 blanques peó · a1 blanques torre · c1 blanques alfil · d1 blanques dama · e1 blanques rei · f1 blanques alfil · h1 blanques torre | a8 negres torre · c8 negres alfil · d8 negres dama · e8 negres rei · f8 negres alfil · g8 negres cavall · h8 negres torre · a7 negres peó · b7 negres peó · f7 negres peó · g7 negres peó · h7 negres peó · c6 negres cavall · d5 negres peó · c4 negres peó · d4 blanques peó · c3 blanques cavall · f3 blanques cavall · g3 blanques peó · a2 blanques peó · b2 blanques peó · e2 blanques peó · f2 blanques peó · h2 blanques peó · a1 blanques torre · c1 blanques alfil · d1 blanques dama · e1 blanques rei · f1 blanques alfil · h1 blanques torre | a8 negres torre · c8 negres alfil · d8 negres dama · e8 negres rei · f8 negres alfil · g8 negres cavall · h8 negres torre · a7 negres peó · b7 negres peó · f7 negres peó · g7 negres peó · h7 negres peó · c6 negres cavall · d5 negres peó · c4 negres peó · d4 blanques peó · c3 blanques cavall · f3 blanques cavall · g3 blanques peó · a2 blanques peó · b2 blanques peó · e2 blanques peó · f2 blanques peó · h2 blanques peó · a1 blanques torre · c1 blanques alfil · d1 blanques dama · e1 blanques rei · f1 blanques alfil · h1 blanques torre | a8 negres torre · c8 negres alfil · d8 negres dama · e8 negres rei · f8 negres alfil · g8 negres cavall · h8 negres torre · a7 negres peó · b7 negres peó · f7 negres peó · g7 negres peó · h7 negres peó · c6 negres cavall · d5 negres peó · c4 negres peó · d4 blanques peó · c3 blanques cavall · f3 blanques cavall · g3 blanques peó · a2 blanques peó · b2 blanques peó · e2 blanques peó · f2 blanques peó · h2 blanques peó · a1 blanques torre · c1 blanques alfil · d1 blanques dama · e1 blanques rei · f1 blanques alfil · h1 blanques torre | 1 |
|   | a | b | c | d | e | f | g | h |   |

La variant sueca (també anomenada variant Folkestone) és una línia aguda que comença amb 6... c4. Les negres obtenen una majoria de peons de tres contra quatre al flanc de dama, i intentaran expandir-s'hi amb ...b5, mentre que les blanques intentaran la ruptura central amb e4. La línia es considera una mica dubtosa, i no és massa freqüent actualment.
La variant sueca es classifica amb el Codi ECO D33.

## Defensa semi-Tarrasch
|   | a | b | c | d | e | f | g | h |   |
| 8 | a8 negres torre · b8 negres cavall · c8 negres alfil · d8 negres dama · e8 negres rei · f8 negres alfil · h8 negres torre · a7 negres peó · b7 negres peó · f7 negres peó · g7 negres peó · h7 negres peó · e6 negres peó · f6 negres cavall · c5 negres peó · d5 negres peó · c4 blanques peó · d4 blanques peó · c3 blanques cavall · f3 blanques cavall · a2 blanques peó · b2 blanques peó · e2 blanques peó · f2 blanques peó · g2 blanques peó · h2 blanques peó · a1 blanques torre · c1 blanques alfil · d1 blanques dama · e1 blanques rei · f1 blanques alfil · h1 blanques torre | a8 negres torre · b8 negres cavall · c8 negres alfil · d8 negres dama · e8 negres rei · f8 negres alfil · h8 negres torre · a7 negres peó · b7 negres peó · f7 negres peó · g7 negres peó · h7 negres peó · e6 negres peó · f6 negres cavall · c5 negres peó · d5 negres peó · c4 blanques peó · d4 blanques peó · c3 blanques cavall · f3 blanques cavall · a2 blanques peó · b2 blanques peó · e2 blanques peó · f2 blanques peó · g2 blanques peó · h2 blanques peó · a1 blanques torre · c1 blanques alfil · d1 blanques dama · e1 blanques rei · f1 blanques alfil · h1 blanques torre | a8 negres torre · b8 negres cavall · c8 negres alfil · d8 negres dama · e8 negres rei · f8 negres alfil · h8 negres torre · a7 negres peó · b7 negres peó · f7 negres peó · g7 negres peó · h7 negres peó · e6 negres peó · f6 negres cavall · c5 negres peó · d5 negres peó · c4 blanques peó · d4 blanques peó · c3 blanques cavall · f3 blanques cavall · a2 blanques peó · b2 blanques peó · e2 blanques peó · f2 blanques peó · g2 blanques peó · h2 blanques peó · a1 blanques torre · c1 blanques alfil · d1 blanques dama · e1 blanques rei · f1 blanques alfil · h1 blanques torre | a8 negres torre · b8 negres cavall · c8 negres alfil · d8 negres dama · e8 negres rei · f8 negres alfil · h8 negres torre · a7 negres peó · b7 negres peó · f7 negres peó · g7 negres peó · h7 negres peó · e6 negres peó · f6 negres cavall · c5 negres peó · d5 negres peó · c4 blanques peó · d4 blanques peó · c3 blanques cavall · f3 blanques cavall · a2 blanques peó · b2 blanques peó · e2 blanques peó · f2 blanques peó · g2 blanques peó · h2 blanques peó · a1 blanques torre · c1 blanques alfil · d1 blanques dama · e1 blanques rei · f1 blanques alfil · h1 blanques torre | a8 negres torre · b8 negres cavall · c8 negres alfil · d8 negres dama · e8 negres rei · f8 negres alfil · h8 negres torre · a7 negres peó · b7 negres peó · f7 negres peó · g7 negres peó · h7 negres peó · e6 negres peó · f6 negres cavall · c5 negres peó · d5 negres peó · c4 blanques peó · d4 blanques peó · c3 blanques cavall · f3 blanques cavall · a2 blanques peó · b2 blanques peó · e2 blanques peó · f2 blanques peó · g2 blanques peó · h2 blanques peó · a1 blanques torre · c1 blanques alfil · d1 blanques dama · e1 blanques rei · f1 blanques alfil · h1 blanques torre | a8 negres torre · b8 negres cavall · c8 negres alfil · d8 negres dama · e8 negres rei · f8 negres alfil · h8 negres torre · a7 negres peó · b7 negres peó · f7 negres peó · g7 negres peó · h7 negres peó · e6 negres peó · f6 negres cavall · c5 negres peó · d5 negres peó · c4 blanques peó · d4 blanques peó · c3 blanques cavall · f3 blanques cavall · a2 blanques peó · b2 blanques peó · e2 blanques peó · f2 blanques peó · g2 blanques peó · h2 blanques peó · a1 blanques torre · c1 blanques alfil · d1 blanques dama · e1 blanques rei · f1 blanques alfil · h1 blanques torre | a8 negres torre · b8 negres cavall · c8 negres alfil · d8 negres dama · e8 negres rei · f8 negres alfil · h8 negres torre · a7 negres peó · b7 negres peó · f7 negres peó · g7 negres peó · h7 negres peó · e6 negres peó · f6 negres cavall · c5 negres peó · d5 negres peó · c4 blanques peó · d4 blanques peó · c3 blanques cavall · f3 blanques cavall · a2 blanques peó · b2 blanques peó · e2 blanques peó · f2 blanques peó · g2 blanques peó · h2 blanques peó · a1 blanques torre · c1 blanques alfil · d1 blanques dama · e1 blanques rei · f1 blanques alfil · h1 blanques torre | a8 negres torre · b8 negres cavall · c8 negres alfil · d8 negres dama · e8 negres rei · f8 negres alfil · h8 negres torre · a7 negres peó · b7 negres peó · f7 negres peó · g7 negres peó · h7 negres peó · e6 negres peó · f6 negres cavall · c5 negres peó · d5 negres peó · c4 blanques peó · d4 blanques peó · c3 blanques cavall · f3 blanques cavall · a2 blanques peó · b2 blanques peó · e2 blanques peó · f2 blanques peó · g2 blanques peó · h2 blanques peó · a1 blanques torre · c1 blanques alfil · d1 blanques dama · e1 blanques rei · f1 blanques alfil · h1 blanques torre | 8 |
| 7 | a8 negres torre · b8 negres cavall · c8 negres alfil · d8 negres dama · e8 negres rei · f8 negres alfil · h8 negres torre · a7 negres peó · b7 negres peó · f7 negres peó · g7 negres peó · h7 negres peó · e6 negres peó · f6 negres cavall · c5 negres peó · d5 negres peó · c4 blanques peó · d4 blanques peó · c3 blanques cavall · f3 blanques cavall · a2 blanques peó · b2 blanques peó · e2 blanques peó · f2 blanques peó · g2 blanques peó · h2 blanques peó · a1 blanques torre · c1 blanques alfil · d1 blanques dama · e1 blanques rei · f1 blanques alfil · h1 blanques torre | a8 negres torre · b8 negres cavall · c8 negres alfil · d8 negres dama · e8 negres rei · f8 negres alfil · h8 negres torre · a7 negres peó · b7 negres peó · f7 negres peó · g7 negres peó · h7 negres peó · e6 negres peó · f6 negres cavall · c5 negres peó · d5 negres peó · c4 blanques peó · d4 blanques peó · c3 blanques cavall · f3 blanques cavall · a2 blanques peó · b2 blanques peó · e2 blanques peó · f2 blanques peó · g2 blanques peó · h2 blanques peó · a1 blanques torre · c1 blanques alfil · d1 blanques dama · e1 blanques rei · f1 blanques alfil · h1 blanques torre | a8 negres torre · b8 negres cavall · c8 negres alfil · d8 negres dama · e8 negres rei · f8 negres alfil · h8 negres torre · a7 negres peó · b7 negres peó · f7 negres peó · g7 negres peó · h7 negres peó · e6 negres peó · f6 negres cavall · c5 negres peó · d5 negres peó · c4 blanques peó · d4 blanques peó · c3 blanques cavall · f3 blanques cavall · a2 blanques peó · b2 blanques peó · e2 blanques peó · f2 blanques peó · g2 blanques peó · h2 blanques peó · a1 blanques torre · c1 blanques alfil · d1 blanques dama · e1 blanques rei · f1 blanques alfil · h1 blanques torre | a8 negres torre · b8 negres cavall · c8 negres alfil · d8 negres dama · e8 negres rei · f8 negres alfil · h8 negres torre · a7 negres peó · b7 negres peó · f7 negres peó · g7 negres peó · h7 negres peó · e6 negres peó · f6 negres cavall · c5 negres peó · d5 negres peó · c4 blanques peó · d4 blanques peó · c3 blanques cavall · f3 blanques cavall · a2 blanques peó · b2 blanques peó · e2 blanques peó · f2 blanques peó · g2 blanques peó · h2 blanques peó · a1 blanques torre · c1 blanques alfil · d1 blanques dama · e1 blanques rei · f1 blanques alfil · h1 blanques torre | a8 negres torre · b8 negres cavall · c8 negres alfil · d8 negres dama · e8 negres rei · f8 negres alfil · h8 negres torre · a7 negres peó · b7 negres peó · f7 negres peó · g7 negres peó · h7 negres peó · e6 negres peó · f6 negres cavall · c5 negres peó · d5 negres peó · c4 blanques peó · d4 blanques peó · c3 blanques cavall · f3 blanques cavall · a2 blanques peó · b2 blanques peó · e2 blanques peó · f2 blanques peó · g2 blanques peó · h2 blanques peó · a1 blanques torre · c1 blanques alfil · d1 blanques dama · e1 blanques rei · f1 blanques alfil · h1 blanques torre | a8 negres torre · b8 negres cavall · c8 negres alfil · d8 negres dama · e8 negres rei · f8 negres alfil · h8 negres torre · a7 negres peó · b7 negres peó · f7 negres peó · g7 negres peó · h7 negres peó · e6 negres peó · f6 negres cavall · c5 negres peó · d5 negres peó · c4 blanques peó · d4 blanques peó · c3 blanques cavall · f3 blanques cavall · a2 blanques peó · b2 blanques peó · e2 blanques peó · f2 blanques peó · g2 blanques peó · h2 blanques peó · a1 blanques torre · c1 blanques alfil · d1 blanques dama · e1 blanques rei · f1 blanques alfil · h1 blanques torre | a8 negres torre · b8 negres cavall · c8 negres alfil · d8 negres dama · e8 negres rei · f8 negres alfil · h8 negres torre · a7 negres peó · b7 negres peó · f7 negres peó · g7 negres peó · h7 negres peó · e6 negres peó · f6 negres cavall · c5 negres peó · d5 negres peó · c4 blanques peó · d4 blanques peó · c3 blanques cavall · f3 blanques cavall · a2 blanques peó · b2 blanques peó · e2 blanques peó · f2 blanques peó · g2 blanques peó · h2 blanques peó · a1 blanques torre · c1 blanques alfil · d1 blanques dama · e1 blanques rei · f1 blanques alfil · h1 blanques torre | a8 negres torre · b8 negres cavall · c8 negres alfil · d8 negres dama · e8 negres rei · f8 negres alfil · h8 negres torre · a7 negres peó · b7 negres peó · f7 negres peó · g7 negres peó · h7 negres peó · e6 negres peó · f6 negres cavall · c5 negres peó · d5 negres peó · c4 blanques peó · d4 blanques peó · c3 blanques cavall · f3 blanques cavall · a2 blanques peó · b2 blanques peó · e2 blanques peó · f2 blanques peó · g2 blanques peó · h2 blanques peó · a1 blanques torre · c1 blanques alfil · d1 blanques dama · e1 blanques rei · f1 blanques alfil · h1 blanques torre | 7 |
| 6 | a8 negres torre · b8 negres cavall · c8 negres alfil · d8 negres dama · e8 negres rei · f8 negres alfil · h8 negres torre · a7 negres peó · b7 negres peó · f7 negres peó · g7 negres peó · h7 negres peó · e6 negres peó · f6 negres cavall · c5 negres peó · d5 negres peó · c4 blanques peó · d4 blanques peó · c3 blanques cavall · f3 blanques cavall · a2 blanques peó · b2 blanques peó · e2 blanques peó · f2 blanques peó · g2 blanques peó · h2 blanques peó · a1 blanques torre · c1 blanques alfil · d1 blanques dama · e1 blanques rei · f1 blanques alfil · h1 blanques torre | a8 negres torre · b8 negres cavall · c8 negres alfil · d8 negres dama · e8 negres rei · f8 negres alfil · h8 negres torre · a7 negres peó · b7 negres peó · f7 negres peó · g7 negres peó · h7 negres peó · e6 negres peó · f6 negres cavall · c5 negres peó · d5 negres peó · c4 blanques peó · d4 blanques peó · c3 blanques cavall · f3 blanques cavall · a2 blanques peó · b2 blanques peó · e2 blanques peó · f2 blanques peó · g2 blanques peó · h2 blanques peó · a1 blanques torre · c1 blanques alfil · d1 blanques dama · e1 blanques rei · f1 blanques alfil · h1 blanques torre | a8 negres torre · b8 negres cavall · c8 negres alfil · d8 negres dama · e8 negres rei · f8 negres alfil · h8 negres torre · a7 negres peó · b7 negres peó · f7 negres peó · g7 negres peó · h7 negres peó · e6 negres peó · f6 negres cavall · c5 negres peó · d5 negres peó · c4 blanques peó · d4 blanques peó · c3 blanques cavall · f3 blanques cavall · a2 blanques peó · b2 blanques peó · e2 blanques peó · f2 blanques peó · g2 blanques peó · h2 blanques peó · a1 blanques torre · c1 blanques alfil · d1 blanques dama · e1 blanques rei · f1 blanques alfil · h1 blanques torre | a8 negres torre · b8 negres cavall · c8 negres alfil · d8 negres dama · e8 negres rei · f8 negres alfil · h8 negres torre · a7 negres peó · b7 negres peó · f7 negres peó · g7 negres peó · h7 negres peó · e6 negres peó · f6 negres cavall · c5 negres peó · d5 negres peó · c4 blanques peó · d4 blanques peó · c3 blanques cavall · f3 blanques cavall · a2 blanques peó · b2 blanques peó · e2 blanques peó · f2 blanques peó · g2 blanques peó · h2 blanques peó · a1 blanques torre · c1 blanques alfil · d1 blanques dama · e1 blanques rei · f1 blanques alfil · h1 blanques torre | a8 negres torre · b8 negres cavall · c8 negres alfil · d8 negres dama · e8 negres rei · f8 negres alfil · h8 negres torre · a7 negres peó · b7 negres peó · f7 negres peó · g7 negres peó · h7 negres peó · e6 negres peó · f6 negres cavall · c5 negres peó · d5 negres peó · c4 blanques peó · d4 blanques peó · c3 blanques cavall · f3 blanques cavall · a2 blanques peó · b2 blanques peó · e2 blanques peó · f2 blanques peó · g2 blanques peó · h2 blanques peó · a1 blanques torre · c1 blanques alfil · d1 blanques dama · e1 blanques rei · f1 blanques alfil · h1 blanques torre | a8 negres torre · b8 negres cavall · c8 negres alfil · d8 negres dama · e8 negres rei · f8 negres alfil · h8 negres torre · a7 negres peó · b7 negres peó · f7 negres peó · g7 negres peó · h7 negres peó · e6 negres peó · f6 negres cavall · c5 negres peó · d5 negres peó · c4 blanques peó · d4 blanques peó · c3 blanques cavall · f3 blanques cavall · a2 blanques peó · b2 blanques peó · e2 blanques peó · f2 blanques peó · g2 blanques peó · h2 blanques peó · a1 blanques torre · c1 blanques alfil · d1 blanques dama · e1 blanques rei · f1 blanques alfil · h1 blanques torre | a8 negres torre · b8 negres cavall · c8 negres alfil · d8 negres dama · e8 negres rei · f8 negres alfil · h8 negres torre · a7 negres peó · b7 negres peó · f7 negres peó · g7 negres peó · h7 negres peó · e6 negres peó · f6 negres cavall · c5 negres peó · d5 negres peó · c4 blanques peó · d4 blanques peó · c3 blanques cavall · f3 blanques cavall · a2 blanques peó · b2 blanques peó · e2 blanques peó · f2 blanques peó · g2 blanques peó · h2 blanques peó · a1 blanques torre · c1 blanques alfil · d1 blanques dama · e1 blanques rei · f1 blanques alfil · h1 blanques torre | a8 negres torre · b8 negres cavall · c8 negres alfil · d8 negres dama · e8 negres rei · f8 negres alfil · h8 negres torre · a7 negres peó · b7 negres peó · f7 negres peó · g7 negres peó · h7 negres peó · e6 negres peó · f6 negres cavall · c5 negres peó · d5 negres peó · c4 blanques peó · d4 blanques peó · c3 blanques cavall · f3 blanques cavall · a2 blanques peó · b2 blanques peó · e2 blanques peó · f2 blanques peó · g2 blanques peó · h2 blanques peó · a1 blanques torre · c1 blanques alfil · d1 blanques dama · e1 blanques rei · f1 blanques alfil · h1 blanques torre | 6 |
| 5 | a8 negres torre · b8 negres cavall · c8 negres alfil · d8 negres dama · e8 negres rei · f8 negres alfil · h8 negres torre · a7 negres peó · b7 negres peó · f7 negres peó · g7 negres peó · h7 negres peó · e6 negres peó · f6 negres cavall · c5 negres peó · d5 negres peó · c4 blanques peó · d4 blanques peó · c3 blanques cavall · f3 blanques cavall · a2 blanques peó · b2 blanques peó · e2 blanques peó · f2 blanques peó · g2 blanques peó · h2 blanques peó · a1 blanques torre · c1 blanques alfil · d1 blanques dama · e1 blanques rei · f1 blanques alfil · h1 blanques torre | a8 negres torre · b8 negres cavall · c8 negres alfil · d8 negres dama · e8 negres rei · f8 negres alfil · h8 negres torre · a7 negres peó · b7 negres peó · f7 negres peó · g7 negres peó · h7 negres peó · e6 negres peó · f6 negres cavall · c5 negres peó · d5 negres peó · c4 blanques peó · d4 blanques peó · c3 blanques cavall · f3 blanques cavall · a2 blanques peó · b2 blanques peó · e2 blanques peó · f2 blanques peó · g2 blanques peó · h2 blanques peó · a1 blanques torre · c1 blanques alfil · d1 blanques dama · e1 blanques rei · f1 blanques alfil · h1 blanques torre | a8 negres torre · b8 negres cavall · c8 negres alfil · d8 negres dama · e8 negres rei · f8 negres alfil · h8 negres torre · a7 negres peó · b7 negres peó · f7 negres peó · g7 negres peó · h7 negres peó · e6 negres peó · f6 negres cavall · c5 negres peó · d5 negres peó · c4 blanques peó · d4 blanques peó · c3 blanques cavall · f3 blanques cavall · a2 blanques peó · b2 blanques peó · e2 blanques peó · f2 blanques peó · g2 blanques peó · h2 blanques peó · a1 blanques torre · c1 blanques alfil · d1 blanques dama · e1 blanques rei · f1 blanques alfil · h1 blanques torre | a8 negres torre · b8 negres cavall · c8 negres alfil · d8 negres dama · e8 negres rei · f8 negres alfil · h8 negres torre · a7 negres peó · b7 negres peó · f7 negres peó · g7 negres peó · h7 negres peó · e6 negres peó · f6 negres cavall · c5 negres peó · d5 negres peó · c4 blanques peó · d4 blanques peó · c3 blanques cavall · f3 blanques cavall · a2 blanques peó · b2 blanques peó · e2 blanques peó · f2 blanques peó · g2 blanques peó · h2 blanques peó · a1 blanques torre · c1 blanques alfil · d1 blanques dama · e1 blanques rei · f1 blanques alfil · h1 blanques torre | a8 negres torre · b8 negres cavall · c8 negres alfil · d8 negres dama · e8 negres rei · f8 negres alfil · h8 negres torre · a7 negres peó · b7 negres peó · f7 negres peó · g7 negres peó · h7 negres peó · e6 negres peó · f6 negres cavall · c5 negres peó · d5 negres peó · c4 blanques peó · d4 blanques peó · c3 blanques cavall · f3 blanques cavall · a2 blanques peó · b2 blanques peó · e2 blanques peó · f2 blanques peó · g2 blanques peó · h2 blanques peó · a1 blanques torre · c1 blanques alfil · d1 blanques dama · e1 blanques rei · f1 blanques alfil · h1 blanques torre | a8 negres torre · b8 negres cavall · c8 negres alfil · d8 negres dama · e8 negres rei · f8 negres alfil · h8 negres torre · a7 negres peó · b7 negres peó · f7 negres peó · g7 negres peó · h7 negres peó · e6 negres peó · f6 negres cavall · c5 negres peó · d5 negres peó · c4 blanques peó · d4 blanques peó · c3 blanques cavall · f3 blanques cavall · a2 blanques peó · b2 blanques peó · e2 blanques peó · f2 blanques peó · g2 blanques peó · h2 blanques peó · a1 blanques torre · c1 blanques alfil · d1 blanques dama · e1 blanques rei · f1 blanques alfil · h1 blanques torre | a8 negres torre · b8 negres cavall · c8 negres alfil · d8 negres dama · e8 negres rei · f8 negres alfil · h8 negres torre · a7 negres peó · b7 negres peó · f7 negres peó · g7 negres peó · h7 negres peó · e6 negres peó · f6 negres cavall · c5 negres peó · d5 negres peó · c4 blanques peó · d4 blanques peó · c3 blanques cavall · f3 blanques cavall · a2 blanques peó · b2 blanques peó · e2 blanques peó · f2 blanques peó · g2 blanques peó · h2 blanques peó · a1 blanques torre · c1 blanques alfil · d1 blanques dama · e1 blanques rei · f1 blanques alfil · h1 blanques torre | a8 negres torre · b8 negres cavall · c8 negres alfil · d8 negres dama · e8 negres rei · f8 negres alfil · h8 negres torre · a7 negres peó · b7 negres peó · f7 negres peó · g7 negres peó · h7 negres peó · e6 negres peó · f6 negres cavall · c5 negres peó · d5 negres peó · c4 blanques peó · d4 blanques peó · c3 blanques cavall · f3 blanques cavall · a2 blanques peó · b2 blanques peó · e2 blanques peó · f2 blanques peó · g2 blanques peó · h2 blanques peó · a1 blanques torre · c1 blanques alfil · d1 blanques dama · e1 blanques rei · f1 blanques alfil · h1 blanques torre | 5 |
| 4 | a8 negres torre · b8 negres cavall · c8 negres alfil · d8 negres dama · e8 negres rei · f8 negres alfil · h8 negres torre · a7 negres peó · b7 negres peó · f7 negres peó · g7 negres peó · h7 negres peó · e6 negres peó · f6 negres cavall · c5 negres peó · d5 negres peó · c4 blanques peó · d4 blanques peó · c3 blanques cavall · f3 blanques cavall · a2 blanques peó · b2 blanques peó · e2 blanques peó · f2 blanques peó · g2 blanques peó · h2 blanques peó · a1 blanques torre · c1 blanques alfil · d1 blanques dama · e1 blanques rei · f1 blanques alfil · h1 blanques torre | a8 negres torre · b8 negres cavall · c8 negres alfil · d8 negres dama · e8 negres rei · f8 negres alfil · h8 negres torre · a7 negres peó · b7 negres peó · f7 negres peó · g7 negres peó · h7 negres peó · e6 negres peó · f6 negres cavall · c5 negres peó · d5 negres peó · c4 blanques peó · d4 blanques peó · c3 blanques cavall · f3 blanques cavall · a2 blanques peó · b2 blanques peó · e2 blanques peó · f2 blanques peó · g2 blanques peó · h2 blanques peó · a1 blanques torre · c1 blanques alfil · d1 blanques dama · e1 blanques rei · f1 blanques alfil · h1 blanques torre | a8 negres torre · b8 negres cavall · c8 negres alfil · d8 negres dama · e8 negres rei · f8 negres alfil · h8 negres torre · a7 negres peó · b7 negres peó · f7 negres peó · g7 negres peó · h7 negres peó · e6 negres peó · f6 negres cavall · c5 negres peó · d5 negres peó · c4 blanques peó · d4 blanques peó · c3 blanques cavall · f3 blanques cavall · a2 blanques peó · b2 blanques peó · e2 blanques peó · f2 blanques peó · g2 blanques peó · h2 blanques peó · a1 blanques torre · c1 blanques alfil · d1 blanques dama · e1 blanques rei · f1 blanques alfil · h1 blanques torre | a8 negres torre · b8 negres cavall · c8 negres alfil · d8 negres dama · e8 negres rei · f8 negres alfil · h8 negres torre · a7 negres peó · b7 negres peó · f7 negres peó · g7 negres peó · h7 negres peó · e6 negres peó · f6 negres cavall · c5 negres peó · d5 negres peó · c4 blanques peó · d4 blanques peó · c3 blanques cavall · f3 blanques cavall · a2 blanques peó · b2 blanques peó · e2 blanques peó · f2 blanques peó · g2 blanques peó · h2 blanques peó · a1 blanques torre · c1 blanques alfil · d1 blanques dama · e1 blanques rei · f1 blanques alfil · h1 blanques torre | a8 negres torre · b8 negres cavall · c8 negres alfil · d8 negres dama · e8 negres rei · f8 negres alfil · h8 negres torre · a7 negres peó · b7 negres peó · f7 negres peó · g7 negres peó · h7 negres peó · e6 negres peó · f6 negres cavall · c5 negres peó · d5 negres peó · c4 blanques peó · d4 blanques peó · c3 blanques cavall · f3 blanques cavall · a2 blanques peó · b2 blanques peó · e2 blanques peó · f2 blanques peó · g2 blanques peó · h2 blanques peó · a1 blanques torre · c1 blanques alfil · d1 blanques dama · e1 blanques rei · f1 blanques alfil · h1 blanques torre | a8 negres torre · b8 negres cavall · c8 negres alfil · d8 negres dama · e8 negres rei · f8 negres alfil · h8 negres torre · a7 negres peó · b7 negres peó · f7 negres peó · g7 negres peó · h7 negres peó · e6 negres peó · f6 negres cavall · c5 negres peó · d5 negres peó · c4 blanques peó · d4 blanques peó · c3 blanques cavall · f3 blanques cavall · a2 blanques peó · b2 blanques peó · e2 blanques peó · f2 blanques peó · g2 blanques peó · h2 blanques peó · a1 blanques torre · c1 blanques alfil · d1 blanques dama · e1 blanques rei · f1 blanques alfil · h1 blanques torre | a8 negres torre · b8 negres cavall · c8 negres alfil · d8 negres dama · e8 negres rei · f8 negres alfil · h8 negres torre · a7 negres peó · b7 negres peó · f7 negres peó · g7 negres peó · h7 negres peó · e6 negres peó · f6 negres cavall · c5 negres peó · d5 negres peó · c4 blanques peó · d4 blanques peó · c3 blanques cavall · f3 blanques cavall · a2 blanques peó · b2 blanques peó · e2 blanques peó · f2 blanques peó · g2 blanques peó · h2 blanques peó · a1 blanques torre · c1 blanques alfil · d1 blanques dama · e1 blanques rei · f1 blanques alfil · h1 blanques torre | a8 negres torre · b8 negres cavall · c8 negres alfil · d8 negres dama · e8 negres rei · f8 negres alfil · h8 negres torre · a7 negres peó · b7 negres peó · f7 negres peó · g7 negres peó · h7 negres peó · e6 negres peó · f6 negres cavall · c5 negres peó · d5 negres peó · c4 blanques peó · d4 blanques peó · c3 blanques cavall · f3 blanques cavall · a2 blanques peó · b2 blanques peó · e2 blanques peó · f2 blanques peó · g2 blanques peó · h2 blanques peó · a1 blanques torre · c1 blanques alfil · d1 blanques dama · e1 blanques rei · f1 blanques alfil · h1 blanques torre | 4 |
| 3 | a8 negres torre · b8 negres cavall · c8 negres alfil · d8 negres dama · e8 negres rei · f8 negres alfil · h8 negres torre · a7 negres peó · b7 negres peó · f7 negres peó · g7 negres peó · h7 negres peó · e6 negres peó · f6 negres cavall · c5 negres peó · d5 negres peó · c4 blanques peó · d4 blanques peó · c3 blanques cavall · f3 blanques cavall · a2 blanques peó · b2 blanques peó · e2 blanques peó · f2 blanques peó · g2 blanques peó · h2 blanques peó · a1 blanques torre · c1 blanques alfil · d1 blanques dama · e1 blanques rei · f1 blanques alfil · h1 blanques torre | a8 negres torre · b8 negres cavall · c8 negres alfil · d8 negres dama · e8 negres rei · f8 negres alfil · h8 negres torre · a7 negres peó · b7 negres peó · f7 negres peó · g7 negres peó · h7 negres peó · e6 negres peó · f6 negres cavall · c5 negres peó · d5 negres peó · c4 blanques peó · d4 blanques peó · c3 blanques cavall · f3 blanques cavall · a2 blanques peó · b2 blanques peó · e2 blanques peó · f2 blanques peó · g2 blanques peó · h2 blanques peó · a1 blanques torre · c1 blanques alfil · d1 blanques dama · e1 blanques rei · f1 blanques alfil · h1 blanques torre | a8 negres torre · b8 negres cavall · c8 negres alfil · d8 negres dama · e8 negres rei · f8 negres alfil · h8 negres torre · a7 negres peó · b7 negres peó · f7 negres peó · g7 negres peó · h7 negres peó · e6 negres peó · f6 negres cavall · c5 negres peó · d5 negres peó · c4 blanques peó · d4 blanques peó · c3 blanques cavall · f3 blanques cavall · a2 blanques peó · b2 blanques peó · e2 blanques peó · f2 blanques peó · g2 blanques peó · h2 blanques peó · a1 blanques torre · c1 blanques alfil · d1 blanques dama · e1 blanques rei · f1 blanques alfil · h1 blanques torre | a8 negres torre · b8 negres cavall · c8 negres alfil · d8 negres dama · e8 negres rei · f8 negres alfil · h8 negres torre · a7 negres peó · b7 negres peó · f7 negres peó · g7 negres peó · h7 negres peó · e6 negres peó · f6 negres cavall · c5 negres peó · d5 negres peó · c4 blanques peó · d4 blanques peó · c3 blanques cavall · f3 blanques cavall · a2 blanques peó · b2 blanques peó · e2 blanques peó · f2 blanques peó · g2 blanques peó · h2 blanques peó · a1 blanques torre · c1 blanques alfil · d1 blanques dama · e1 blanques rei · f1 blanques alfil · h1 blanques torre | a8 negres torre · b8 negres cavall · c8 negres alfil · d8 negres dama · e8 negres rei · f8 negres alfil · h8 negres torre · a7 negres peó · b7 negres peó · f7 negres peó · g7 negres peó · h7 negres peó · e6 negres peó · f6 negres cavall · c5 negres peó · d5 negres peó · c4 blanques peó · d4 blanques peó · c3 blanques cavall · f3 blanques cavall · a2 blanques peó · b2 blanques peó · e2 blanques peó · f2 blanques peó · g2 blanques peó · h2 blanques peó · a1 blanques torre · c1 blanques alfil · d1 blanques dama · e1 blanques rei · f1 blanques alfil · h1 blanques torre | a8 negres torre · b8 negres cavall · c8 negres alfil · d8 negres dama · e8 negres rei · f8 negres alfil · h8 negres torre · a7 negres peó · b7 negres peó · f7 negres peó · g7 negres peó · h7 negres peó · e6 negres peó · f6 negres cavall · c5 negres peó · d5 negres peó · c4 blanques peó · d4 blanques peó · c3 blanques cavall · f3 blanques cavall · a2 blanques peó · b2 blanques peó · e2 blanques peó · f2 blanques peó · g2 blanques peó · h2 blanques peó · a1 blanques torre · c1 blanques alfil · d1 blanques dama · e1 blanques rei · f1 blanques alfil · h1 blanques torre | a8 negres torre · b8 negres cavall · c8 negres alfil · d8 negres dama · e8 negres rei · f8 negres alfil · h8 negres torre · a7 negres peó · b7 negres peó · f7 negres peó · g7 negres peó · h7 negres peó · e6 negres peó · f6 negres cavall · c5 negres peó · d5 negres peó · c4 blanques peó · d4 blanques peó · c3 blanques cavall · f3 blanques cavall · a2 blanques peó · b2 blanques peó · e2 blanques peó · f2 blanques peó · g2 blanques peó · h2 blanques peó · a1 blanques torre · c1 blanques alfil · d1 blanques dama · e1 blanques rei · f1 blanques alfil · h1 blanques torre | a8 negres torre · b8 negres cavall · c8 negres alfil · d8 negres dama · e8 negres rei · f8 negres alfil · h8 negres torre · a7 negres peó · b7 negres peó · f7 negres peó · g7 negres peó · h7 negres peó · e6 negres peó · f6 negres cavall · c5 negres peó · d5 negres peó · c4 blanques peó · d4 blanques peó · c3 blanques cavall · f3 blanques cavall · a2 blanques peó · b2 blanques peó · e2 blanques peó · f2 blanques peó · g2 blanques peó · h2 blanques peó · a1 blanques torre · c1 blanques alfil · d1 blanques dama · e1 blanques rei · f1 blanques alfil · h1 blanques torre | 3 |
| 2 | a8 negres torre · b8 negres cavall · c8 negres alfil · d8 negres dama · e8 negres rei · f8 negres alfil · h8 negres torre · a7 negres peó · b7 negres peó · f7 negres peó · g7 negres peó · h7 negres peó · e6 negres peó · f6 negres cavall · c5 negres peó · d5 negres peó · c4 blanques peó · d4 blanques peó · c3 blanques cavall · f3 blanques cavall · a2 blanques peó · b2 blanques peó · e2 blanques peó · f2 blanques peó · g2 blanques peó · h2 blanques peó · a1 blanques torre · c1 blanques alfil · d1 blanques dama · e1 blanques rei · f1 blanques alfil · h1 blanques torre | a8 negres torre · b8 negres cavall · c8 negres alfil · d8 negres dama · e8 negres rei · f8 negres alfil · h8 negres torre · a7 negres peó · b7 negres peó · f7 negres peó · g7 negres peó · h7 negres peó · e6 negres peó · f6 negres cavall · c5 negres peó · d5 negres peó · c4 blanques peó · d4 blanques peó · c3 blanques cavall · f3 blanques cavall · a2 blanques peó · b2 blanques peó · e2 blanques peó · f2 blanques peó · g2 blanques peó · h2 blanques peó · a1 blanques torre · c1 blanques alfil · d1 blanques dama · e1 blanques rei · f1 blanques alfil · h1 blanques torre | a8 negres torre · b8 negres cavall · c8 negres alfil · d8 negres dama · e8 negres rei · f8 negres alfil · h8 negres torre · a7 negres peó · b7 negres peó · f7 negres peó · g7 negres peó · h7 negres peó · e6 negres peó · f6 negres cavall · c5 negres peó · d5 negres peó · c4 blanques peó · d4 blanques peó · c3 blanques cavall · f3 blanques cavall · a2 blanques peó · b2 blanques peó · e2 blanques peó · f2 blanques peó · g2 blanques peó · h2 blanques peó · a1 blanques torre · c1 blanques alfil · d1 blanques dama · e1 blanques rei · f1 blanques alfil · h1 blanques torre | a8 negres torre · b8 negres cavall · c8 negres alfil · d8 negres dama · e8 negres rei · f8 negres alfil · h8 negres torre · a7 negres peó · b7 negres peó · f7 negres peó · g7 negres peó · h7 negres peó · e6 negres peó · f6 negres cavall · c5 negres peó · d5 negres peó · c4 blanques peó · d4 blanques peó · c3 blanques cavall · f3 blanques cavall · a2 blanques peó · b2 blanques peó · e2 blanques peó · f2 blanques peó · g2 blanques peó · h2 blanques peó · a1 blanques torre · c1 blanques alfil · d1 blanques dama · e1 blanques rei · f1 blanques alfil · h1 blanques torre | a8 negres torre · b8 negres cavall · c8 negres alfil · d8 negres dama · e8 negres rei · f8 negres alfil · h8 negres torre · a7 negres peó · b7 negres peó · f7 negres peó · g7 negres peó · h7 negres peó · e6 negres peó · f6 negres cavall · c5 negres peó · d5 negres peó · c4 blanques peó · d4 blanques peó · c3 blanques cavall · f3 blanques cavall · a2 blanques peó · b2 blanques peó · e2 blanques peó · f2 blanques peó · g2 blanques peó · h2 blanques peó · a1 blanques torre · c1 blanques alfil · d1 blanques dama · e1 blanques rei · f1 blanques alfil · h1 blanques torre | a8 negres torre · b8 negres cavall · c8 negres alfil · d8 negres dama · e8 negres rei · f8 negres alfil · h8 negres torre · a7 negres peó · b7 negres peó · f7 negres peó · g7 negres peó · h7 negres peó · e6 negres peó · f6 negres cavall · c5 negres peó · d5 negres peó · c4 blanques peó · d4 blanques peó · c3 blanques cavall · f3 blanques cavall · a2 blanques peó · b2 blanques peó · e2 blanques peó · f2 blanques peó · g2 blanques peó · h2 blanques peó · a1 blanques torre · c1 blanques alfil · d1 blanques dama · e1 blanques rei · f1 blanques alfil · h1 blanques torre | a8 negres torre · b8 negres cavall · c8 negres alfil · d8 negres dama · e8 negres rei · f8 negres alfil · h8 negres torre · a7 negres peó · b7 negres peó · f7 negres peó · g7 negres peó · h7 negres peó · e6 negres peó · f6 negres cavall · c5 negres peó · d5 negres peó · c4 blanques peó · d4 blanques peó · c3 blanques cavall · f3 blanques cavall · a2 blanques peó · b2 blanques peó · e2 blanques peó · f2 blanques peó · g2 blanques peó · h2 blanques peó · a1 blanques torre · c1 blanques alfil · d1 blanques dama · e1 blanques rei · f1 blanques alfil · h1 blanques torre | a8 negres torre · b8 negres cavall · c8 negres alfil · d8 negres dama · e8 negres rei · f8 negres alfil · h8 negres torre · a7 negres peó · b7 negres peó · f7 negres peó · g7 negres peó · h7 negres peó · e6 negres peó · f6 negres cavall · c5 negres peó · d5 negres peó · c4 blanques peó · d4 blanques peó · c3 blanques cavall · f3 blanques cavall · a2 blanques peó · b2 blanques peó · e2 blanques peó · f2 blanques peó · g2 blanques peó · h2 blanques peó · a1 blanques torre · c1 blanques alfil · d1 blanques dama · e1 blanques rei · f1 blanques alfil · h1 blanques torre | 2 |
| 1 | a8 negres torre · b8 negres cavall · c8 negres alfil · d8 negres dama · e8 negres rei · f8 negres alfil · h8 negres torre · a7 negres peó · b7 negres peó · f7 negres peó · g7 negres peó · h7 negres peó · e6 negres peó · f6 negres cavall · c5 negres peó · d5 negres peó · c4 blanques peó · d4 blanques peó · c3 blanques cavall · f3 blanques cavall · a2 blanques peó · b2 blanques peó · e2 blanques peó · f2 blanques peó · g2 blanques peó · h2 blanques peó · a1 blanques torre · c1 blanques alfil · d1 blanques dama · e1 blanques rei · f1 blanques alfil · h1 blanques torre | a8 negres torre · b8 negres cavall · c8 negres alfil · d8 negres dama · e8 negres rei · f8 negres alfil · h8 negres torre · a7 negres peó · b7 negres peó · f7 negres peó · g7 negres peó · h7 negres peó · e6 negres peó · f6 negres cavall · c5 negres peó · d5 negres peó · c4 blanques peó · d4 blanques peó · c3 blanques cavall · f3 blanques cavall · a2 blanques peó · b2 blanques peó · e2 blanques peó · f2 blanques peó · g2 blanques peó · h2 blanques peó · a1 blanques torre · c1 blanques alfil · d1 blanques dama · e1 blanques rei · f1 blanques alfil · h1 blanques torre | a8 negres torre · b8 negres cavall · c8 negres alfil · d8 negres dama · e8 negres rei · f8 negres alfil · h8 negres torre · a7 negres peó · b7 negres peó · f7 negres peó · g7 negres peó · h7 negres peó · e6 negres peó · f6 negres cavall · c5 negres peó · d5 negres peó · c4 blanques peó · d4 blanques peó · c3 blanques cavall · f3 blanques cavall · a2 blanques peó · b2 blanques peó · e2 blanques peó · f2 blanques peó · g2 blanques peó · h2 blanques peó · a1 blanques torre · c1 blanques alfil · d1 blanques dama · e1 blanques rei · f1 blanques alfil · h1 blanques torre | a8 negres torre · b8 negres cavall · c8 negres alfil · d8 negres dama · e8 negres rei · f8 negres alfil · h8 negres torre · a7 negres peó · b7 negres peó · f7 negres peó · g7 negres peó · h7 negres peó · e6 negres peó · f6 negres cavall · c5 negres peó · d5 negres peó · c4 blanques peó · d4 blanques peó · c3 blanques cavall · f3 blanques cavall · a2 blanques peó · b2 blanques peó · e2 blanques peó · f2 blanques peó · g2 blanques peó · h2 blanques peó · a1 blanques torre · c1 blanques alfil · d1 blanques dama · e1 blanques rei · f1 blanques alfil · h1 blanques torre | a8 negres torre · b8 negres cavall · c8 negres alfil · d8 negres dama · e8 negres rei · f8 negres alfil · h8 negres torre · a7 negres peó · b7 negres peó · f7 negres peó · g7 negres peó · h7 negres peó · e6 negres peó · f6 negres cavall · c5 negres peó · d5 negres peó · c4 blanques peó · d4 blanques peó · c3 blanques cavall · f3 blanques cavall · a2 blanques peó · b2 blanques peó · e2 blanques peó · f2 blanques peó · g2 blanques peó · h2 blanques peó · a1 blanques torre · c1 blanques alfil · d1 blanques dama · e1 blanques rei · f1 blanques alfil · h1 blanques torre | a8 negres torre · b8 negres cavall · c8 negres alfil · d8 negres dama · e8 negres rei · f8 negres alfil · h8 negres torre · a7 negres peó · b7 negres peó · f7 negres peó · g7 negres peó · h7 negres peó · e6 negres peó · f6 negres cavall · c5 negres peó · d5 negres peó · c4 blanques peó · d4 blanques peó · c3 blanques cavall · f3 blanques cavall · a2 blanques peó · b2 blanques peó · e2 blanques peó · f2 blanques peó · g2 blanques peó · h2 blanques peó · a1 blanques torre · c1 blanques alfil · d1 blanques dama · e1 blanques rei · f1 blanques alfil · h1 blanques torre | a8 negres torre · b8 negres cavall · c8 negres alfil · d8 negres dama · e8 negres rei · f8 negres alfil · h8 negres torre · a7 negres peó · b7 negres peó · f7 negres peó · g7 negres peó · h7 negres peó · e6 negres peó · f6 negres cavall · c5 negres peó · d5 negres peó · c4 blanques peó · d4 blanques peó · c3 blanques cavall · f3 blanques cavall · a2 blanques peó · b2 blanques peó · e2 blanques peó · f2 blanques peó · g2 blanques peó · h2 blanques peó · a1 blanques torre · c1 blanques alfil · d1 blanques dama · e1 blanques rei · f1 blanques alfil · h1 blanques torre | a8 negres torre · b8 negres cavall · c8 negres alfil · d8 negres dama · e8 negres rei · f8 negres alfil · h8 negres torre · a7 negres peó · b7 negres peó · f7 negres peó · g7 negres peó · h7 negres peó · e6 negres peó · f6 negres cavall · c5 negres peó · d5 negres peó · c4 blanques peó · d4 blanques peó · c3 blanques cavall · f3 blanques cavall · a2 blanques peó · b2 blanques peó · e2 blanques peó · f2 blanques peó · g2 blanques peó · h2 blanques peó · a1 blanques torre · c1 blanques alfil · d1 blanques dama · e1 blanques rei · f1 blanques alfil · h1 blanques torre | 1 |
|   | a | b | c | d | e | f | g | h |   |

La variant 3... Cf6 4. Cf3 c5 és anomenada defensa Semi-Tarrasch. A diferència de l'habitual Tarrasch, les negres no accepten tenir un peó aïllat, ja que volen recapturar a d5 amb el cavall (després de 5.cxd5, el moviment 5...exd5 fa molt de temps que es considera dubtís a causa de 6.Ag5), però cedeix l'avantatge d'espai a les blanques.
Després de 4...c5, les blanques normalment juguen 5.cxd5 Cxd5 6.e3 o 6.e4, que condueixen a diferents tipus de mig joc i han atret l'interès de forts jugadors amb els dos colors d'ençà el segle vint.
La Semi-Tarrasch té els Codis ECO D40 fins a D42.

### Variant simètrica
En aquesta línia, les blanques no realitzen el fianchetto, ni juguen directament contra d5, i en canvi opten per mantenir la tensió central de moment, tot jugant 4. e3, després de la qual 4... Cf6 5. Cf3 Cc6 és la continuació normal. A partir d'aquesta posició, les blanques han de triar entre deixar les negres amb el peó aïllat, permetre elles mateixes que els aïllin el peó a canvi de joc actiu, o bé jugar 6.a3, amenaçant dxc5, seguit de b4 i Ab2, cercant posicions en què el tempo addicional sigui útil si les negres mantenen la simetria; d'altra banda, 6...Ce4, triada un cop per Bobby Fischer en el seu matx de Candidats contra Tigran Petrossian el 1971, dona un gir diferent als esdeveniments.
La variant simètrica té el Codi ECO D40.

## Partides d'exemple
- Vasja Pirc - Aleksandr Alekhin, Bled (Eslovènia), 1931

1. d4 d5 2. c4 e6 3. Cc3 c5 4. cxd5 cxd4 (el contragambit Schara-Henning, codi ECO D32) 5. Da4+ (5. Dxd4 Cc6 6. Dd1 exd5 7. Dxd5 Ad7) Ad7 6. Dxd4 exd5 7. Dxd5 Cc6 8. Ag5 Cf6 9. Dd2 h6 10. Axf6 Dxf6 11. e3 0-0-0 12. 0-0-0 Ag4 13. Cd5 Txd5 14. Dxd5 Aa3!! 15. Db3 Axd1 16. Dxa3 Dxf2 17. Dd3 Ag4 18. Cf3 Axf3 19. Df5+ Rb8 20. Dxf3 De1+ 21. Rc2 Tc8 22. Dg3+ Ce5+ 23. Rb3 Dd1+ 24. Ra3 Tc5 0-1
- Tigran Petrossian - Borís Spasski, Campionat del món de 1969, Moscou, 4a partida

1. c4 e6 2. d4 d5 3. Cc3 c5 4. cxd5 exd5 5. Cf3 Cc6 6. g3 Cf6 7. Ag2 Ae7 8. 0-0 0-0 9. Ag5 cxd4 10. Cxd4 h6 11. Ae3 Ag4 12. Cb3 Ae6 13. Tc1 Te8 14. Te1 Dd7 15. Ac5 Tac8 16. Axe7 Dxe7 17. e3 Ted8 18. De2 Ag4 19. f3 Af5 20. Tcd1 Ce5 21. Cd4 Ag6 22. Ah3 Tc4 23. g4 Tb4 24. b3 Cc6 25. Dd2 Tb6 26. Cce2 Ah7 27. Ag2 Te8 28. Cg3 Cxd4 29. exd4 Te6 30. Txe6 Dxe6 31. Tc1 Ag6 32. Af1 Ch7 33. Df4 Cf8 34. Tc5 Ab1 35. a4 Cg6 36. Dd2 Df6 37. Rf2 Cf4 38. a5 Ad3 39. Cf5 Dg5 40. Ce3 Dh4+ 41. Rg1 Axf1 0-1
- Anatoli Kàrpov - Garri Kaspàrov, Campionat del món de 1984, Moscou, 7a partida

1. d4 d5 2. c4 e6 3. Cf3 c5 4. cxd5 exd5 5. g3 Cf6 6. Ag2 Ae7 7. 0-0 0-0 8. Cc3 Cc6 9. Ag5 cxd4 10. Cxd4 h6 11. Ae3 Te8 12. Db3 Ca5 13. Dc2 Ag4 14. Cf5 Tc8 15. Cxe7+ Txe7 16. Tad1 De8 17. h3 Ah5 18. Axd5 Ag6 19. Dc1 Cxd5 20. Txd5 Cc4 21. Ad4 Tec7 22. b3 Cb6 23. Te5 Dd7 24. De3 f6 25. Tc5 Txc5 26. Axc5 Dxh3 27. Td1 h5 28. Td4 Cd7 29. Ad6 Af7 30. Cd5 Axd5 31. Txd5 a6 32. Af4 Cf8 33. Dd3 Dg4 34. f3 Dg6 35. Rf2 Tc2 36. De3 Tc8 37. De7 b5 38. Td8 Txd8 39. Dxd8 Df7 40. Ad6 g5 41. Da8 Rg7 42. Dxa6 1-0.